# Безенелло
Безенелло (итал. Besenello) — коммуна в Италии, расположена в области Трентино-Альто-Адидже, подчиняется административному центру Тренто.
Население составляет 1753 человека (на 2001 г.), плотность населения составляет 70 чел./км². Коммуна занимает площадь 25,76 км². Почтовый индекс — 38060. Телефонный код — 0464.
Покровителем населённого пункта считается святая Агафья. Праздник ежегодно празднуется 5 февраля.